# Maurice Dullaert
Maurice Dullaert (Brugge, 30 december 1865 - Elsene, 15 september 1940) was een Belgisch Franstalig schrijver met Brugse wortels.

## Levensloop
Dullaert was een zoon van de zaakwaarnemer Emile Dullaert (1839-1916) en Claire Van Hecke (1837-1925) en de kleinzoon van de in Brugge bekende directeur van openbare verkopen Amand Dullaert (1806-1881) en van Adèle Van der Hofstadt (1803-1872). Maurice Dullaert trouwde met Berthe Steyaert (1869-1941) en ze hadden drie dochters en een zoon, Jean Dullaert (1897-1916).
Dullaert doorliep zijn humaniora aan het Sint-Lodewijkscollege in Brugge en voltooide ze aan het Collège Notre-Dame in Doornik. Hij promoveerde in 1887 tot doctor in de rechten aan de Katholieke Universiteit Leuven en vestigde zich als advocaat in Brugge, van 1888 tot 1894. In dat jaar vertrok hij naar Brussel en werd er ambtenaar bij het ministerie van Justitie. In 1914 volgde hij de Belgische regering naar Le Havre, waar hij de hele oorlog doorbracht. Zijn enige zoon sneuvelde in 1916 aan de IJzer, hetgeen hem zwaar trof. Hij beëindigde zijn loopbaan als directeur van de afdeling strafrecht en ten slotte als directeur-generaal. In de jaren twintig vertegenwoordigde hij België op de internationale conferentie over de beteugeling van obscene geschriften. Na de pensioenleeftijd bleef hij nog twee jaar actief op het ministerie.
Tijdens zijn studententijd al behoorde hij tot de katholieke groepen van jongeren die literaire vernieuwing wilden brengen en die elkaar terugvonden in en rond tijdschriften, zoals
- Le Magasin littéraire et scientifique (1884-1898),
- Le Drapeau (1892-1893),
- Durendal (vanaf 1893).

In die middens ontmoette Dullaert onder meer Léon Janssens de Bisthoven (1859-1938), Hector Hoornaert (1851-1922), advocaat Ernest van Caloen (1859-1937). Hij knoopte er ook vriendschappen aan met literatoren uit de Gentse en Brusselse Franstalige katholieke wereld, zoals Jean Casier (1860-1897), Firmin Vandenbosch (1852-1926), Henry Carton de Wiart (1869-1921) en Victor Kinon (1873-1953), die zijn collega en boezemvriend werd.
Naast juridische werken en artikels, publiceerde Dullaert heel wat literair werk, waarbij hij zich voornamelijk voor de literaire 'petite histoire' interesseerde, zoals de activiteiten van de naar Brussel verbannen Victor Hugo of zoals de affaire Paul Verlaine-Arthur Rimbaud. Hij schreef ook artikels over Jules-Amédée Barbey d'Aurevilly, Villiers de L'Isle-Adam, Ernest Hello, Stéphane Mallarmé enz.
Een opmerkelijke publicatie was zijn pamflet tegen de beroemde advocaat Edmond Picard, dat na de Tweede Wereldoorlog uit de vergetelheid werd gehaald als een waarschuwende tekst over het antisemitisme.

## Publicaties
- Léon Bloy, 1891.
- L'antisémitisme de M. Edmond Picard, 1892.
- José-Maria de Hérédia, 1892,
- Sur Memling, 1894.
- Verlaine, 1896.
- Albert Samain, in: Durendal, 1900.
- Louis Le Cardonnel,in: Durendal, 1904.
- Victor Hugo à Bruxelles, 1922.
- L'affaire Verlaine, Parijs, 1930.
- Un procès politique en 1852. Le 'Bulletin Français', 1935.
- Villiers de l'Isle Adam, in: Revue catholique des idées et des faits, 1937.
- Paul de Saint-Victor, in: Revue catholique des idées et des faits, 1937.